# Graben
Graben là một đô thị ở huyện Wangen ở bang Bern ở Thụy Sĩ. Đô thị này có diện tích 3,16 km², dân số năm 2020 là 336 người.

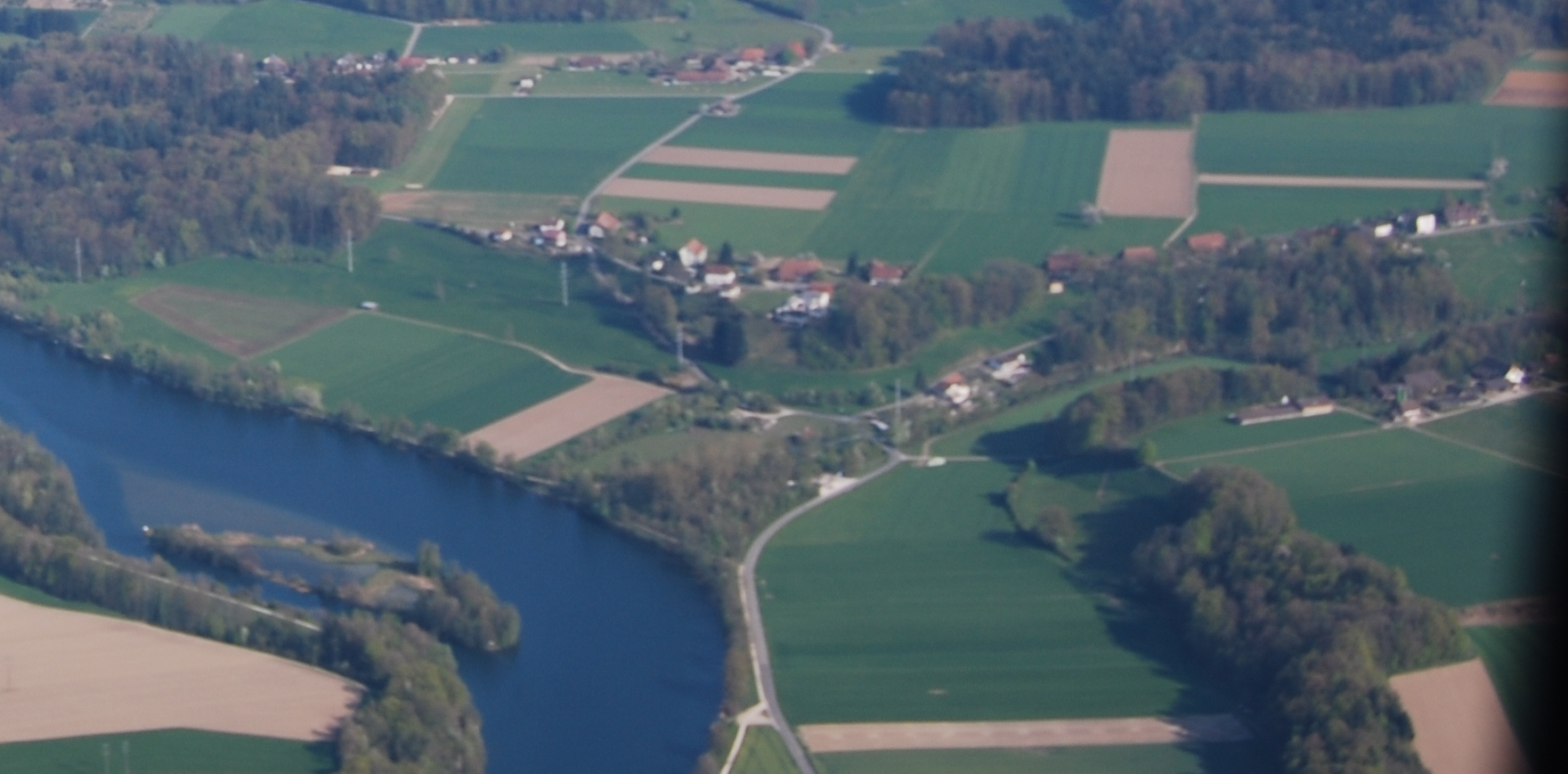
Graben